# Elihu Vedder
Elihu Vedder (Nova Iorque, 26 de fevereiro de 1836 —- Roma, 29 de janeiro de 1923) foi um pintor simbolista, ilustrador de livros e poeta americano. Ficou conhecido pelas cinquenta e cinco ilustrações que fez para a edição americana do Rubaiyat de Omar Khayyam (tradução para o inglês por Edward FitzGerald, editora Houghton Mifflin).

## Biografia

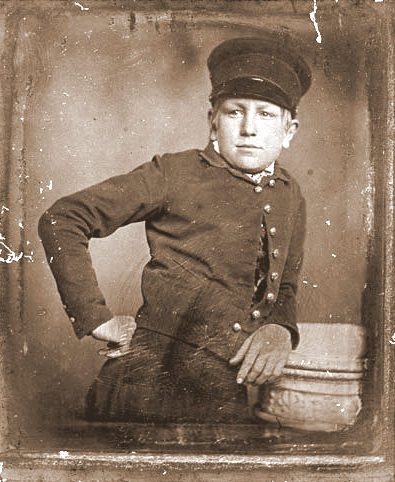
Daguerreótipo de Vedder estudante em 1847

Elihu Vedder nasceu em 26 de fevereiro de 1836, na cidade de Nova York, filho do doutor  Elihu Vedder Sr. e de Elizabeth Vedder, primos.  Seu pai, dentista, decidiu tentar a  sorte em Cuba, e isso teve um profundo impacto sobre a infância de Elihu Jr. O restante de sua infância foi passada entre a casa de seu avô materno Alexander Vedder, em Schenectady, e um internato. Sua mãe apoiou seu objetivo de ser um artista, enquanto seu pai concordou relutantemente, convencido de que seu filho deveria tentar uma  ocupação diferente. Seu irmão, Alexander Madison Vedder, foi um cirurgião da Marinha que testemunhou a transformação do Japão em uma cultura moderna enquanto esteve estacionado lá.
Vedder praticou pintura em Nova York com Tompkins H. Matteson, depois em Paris com François-Édouard Picot. Finalmente, completou seus estudos na Itália - onde foi fortemente influenciado não apenas pelo trabalho da Renascença italiana, mas também pelos  pintores Macchiaioli  modernos e pela paisagem italiana viva. Ele visitou a Itália pela primeira vez de 1858 até 1860, tornando-se profundamente ligado emocionalmente ao pintor Giovanni Costa. Suas viagens idílicas pelo interior da Itália foram interrompidas porque o pai de Vedder cortou sua verba financeira.

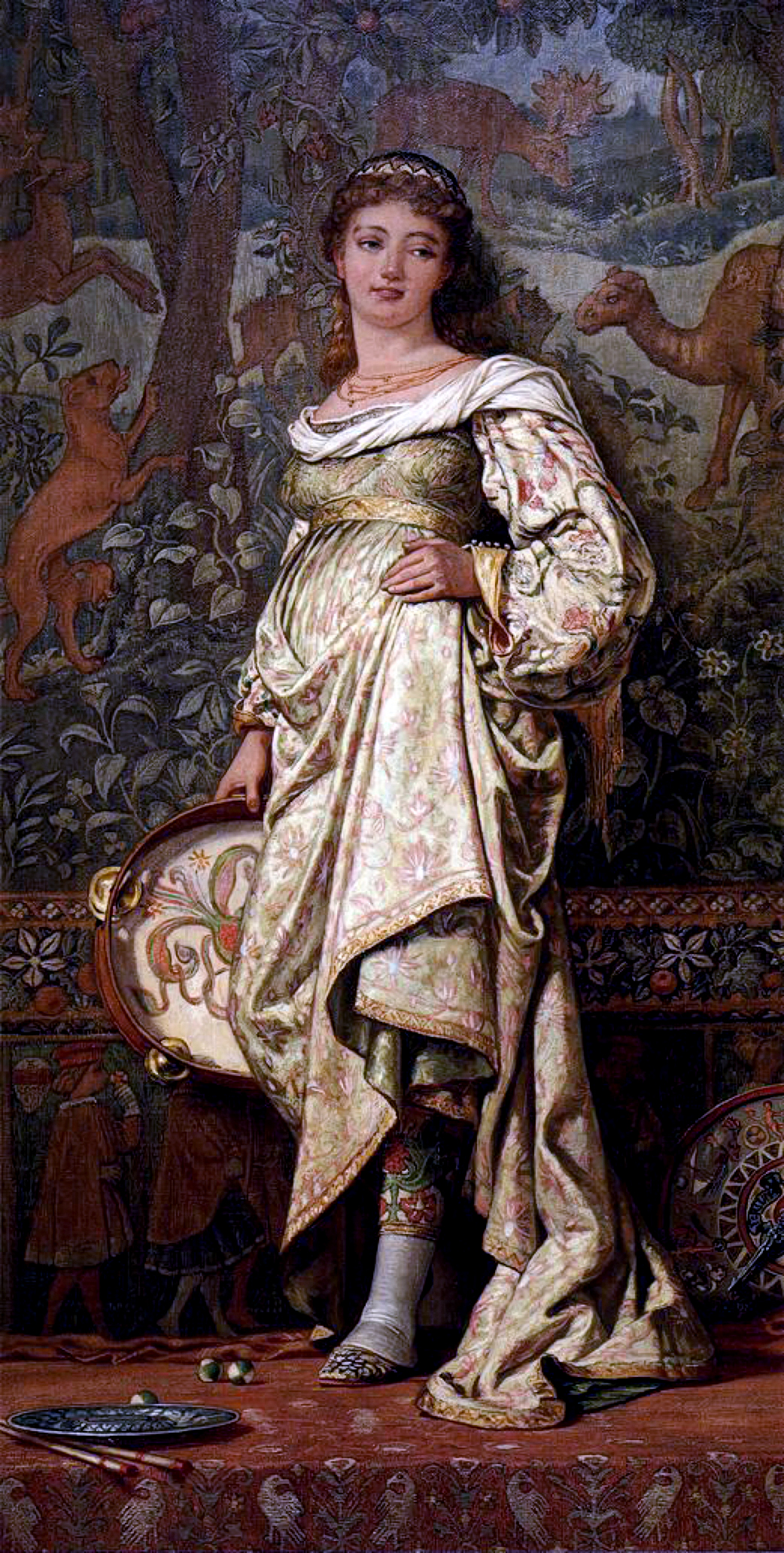
Dançarina, óleo sobre tela, de 1871. Museu de Arte AmericanaReynolds House

Vedder voltou para os EUA, sem dinheiro, durante a Guerra Civil Americana, e trabalhou por pouco tempo fazendo ilustrações comerciais. Se envolveu com o grupo boêmio do café 'Pfaff" e pintou algumas de suas mais memoráveis pinturas,  notáveis por sua natureza visionária, imagens românticas e, em muitas vezes, influências orientais. Entre as pinturas desta época estão O Ovo do Pássaro Roca, O Pescador e os Gênios e uma de suas obras mais famosas, Covil da Serpente do Mar. Nos EUA, ele recorreu a e se tornou amigo de Walt Whitman, Herman Melville e William Morris Hunt. Vedder tornou-se membro da Academia Americana de Artes e Letras, em 1865.
No final da Guerra Civil, deixou a América para viver na Itália. Casou-se com Caroline Rosekrans em 13 de julho de 1869 em Glen Falls, Nova York. Elihu Vedder e sua esposa tiveram quatro filhos,  dos quais apenas dois sobreviveram. Sua filha Anita Herriman Vedder teve um papel fundamental no manejo dos negócios de seu pai, que era famoso por seu distanciamento para detalhes. O filho de Elhhu, Enoch Rosekrans Vedder era um arquiteto promissor que casou com a designer de jóias Angela Reston. Enoch faleceu durante uma visita a seus pais, na Itália, em 2 de abril de 1916. Elihu tinha uma casa em Roma e depois, do sucesso financeiro de seu trabalho na edição do Rubaiyat, em 1884 -  na Ilha de Capri, então, um refúgio para artistas.
Vedder visitou a Inglaterra muitas vezes, foi influenciado pelos pré-rafaelitas, e foi amigo de Simeon Solomon. Também foi influenciado pelo trabalho dos místicos ingleses e irlandeses, tais como William Blake e William Butler Yeats. Em 1890 Vedder ajudou a estabelecer o grupo In Arte Libertas  na Itália.
A Tiffany encomendou-lhe a concepção de artigos de vidro, mosaicos e estatuetas para a empresa. Vedder fez a decoração do corredor da Sala de Leitura da Biblioteca do Congresso em Washington, onde suas pinturas murais ainda podem ser vistas.
Vedder ocasionalmente voltou para os Estados Unidos, mas radicou-se na Itália, de 1906 até sua morte, em 29 de janeiro de 1923. Ele está enterrado no Cemitério Protestante, em Roma. Não são conhecidos descendentes vivos de Elihu Vedder já que seus filhos sobreviventes morreram sem gerar filhos.

## Exposições
Em 2008, o Smithsonian American Art Museum organizou uma exposição  das ilustrações do Rubaiyat de Vedder que visitou vários museus, incluindo o Phoenix Art Museum.

## Galeria

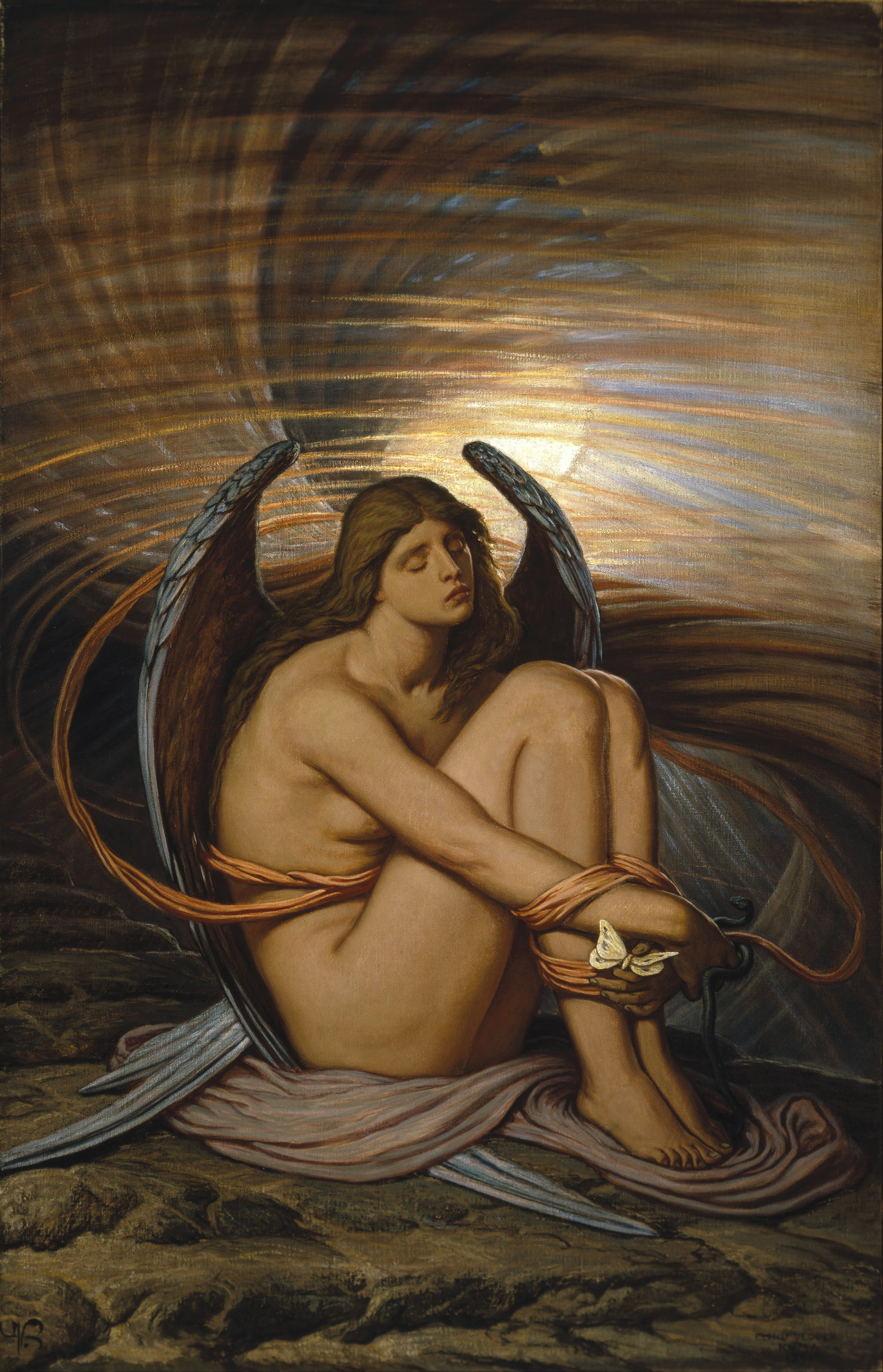
Alma em Cativeiro, 1891-92. Brooklyn Museum
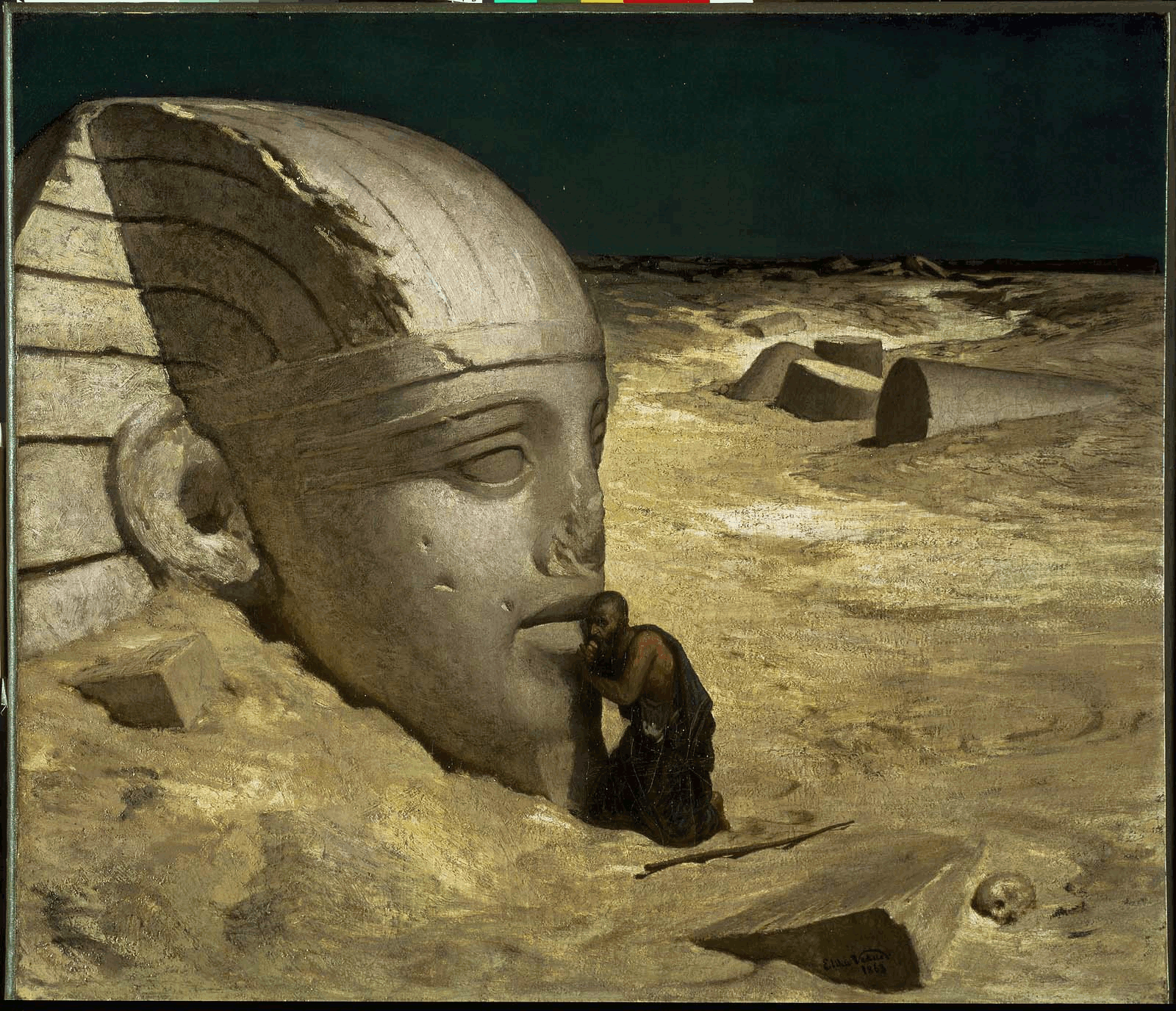
A Pergunta da Esfinge (1863)
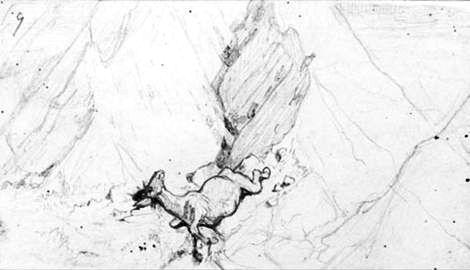
Estudo para O moleiro, seu filho e o burro (1867/8)
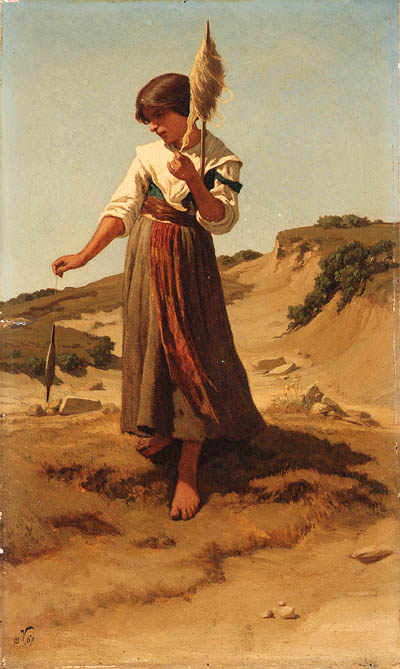
Camponesa Fiando (1867)
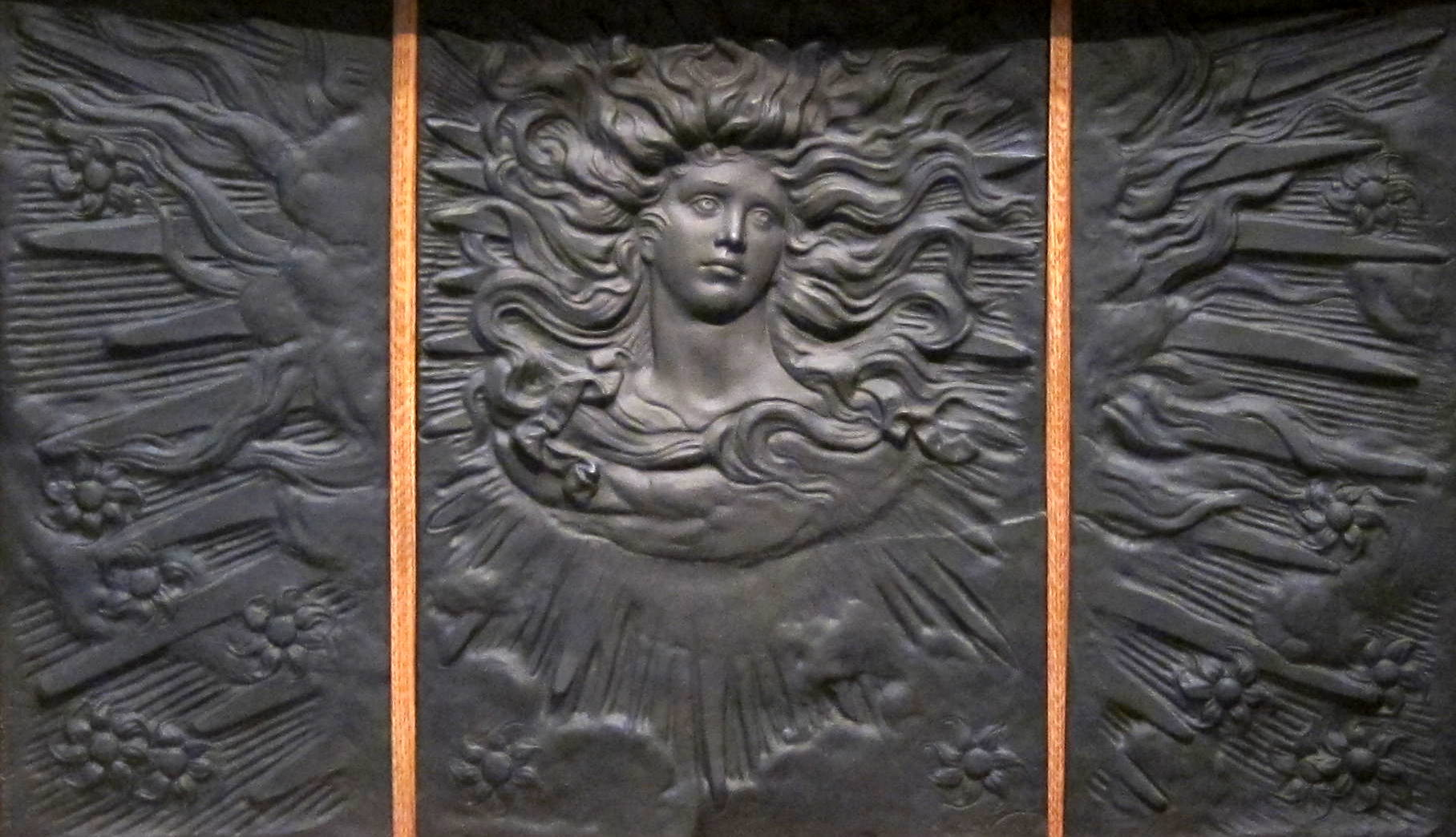
O Deus Do Sol (1882)
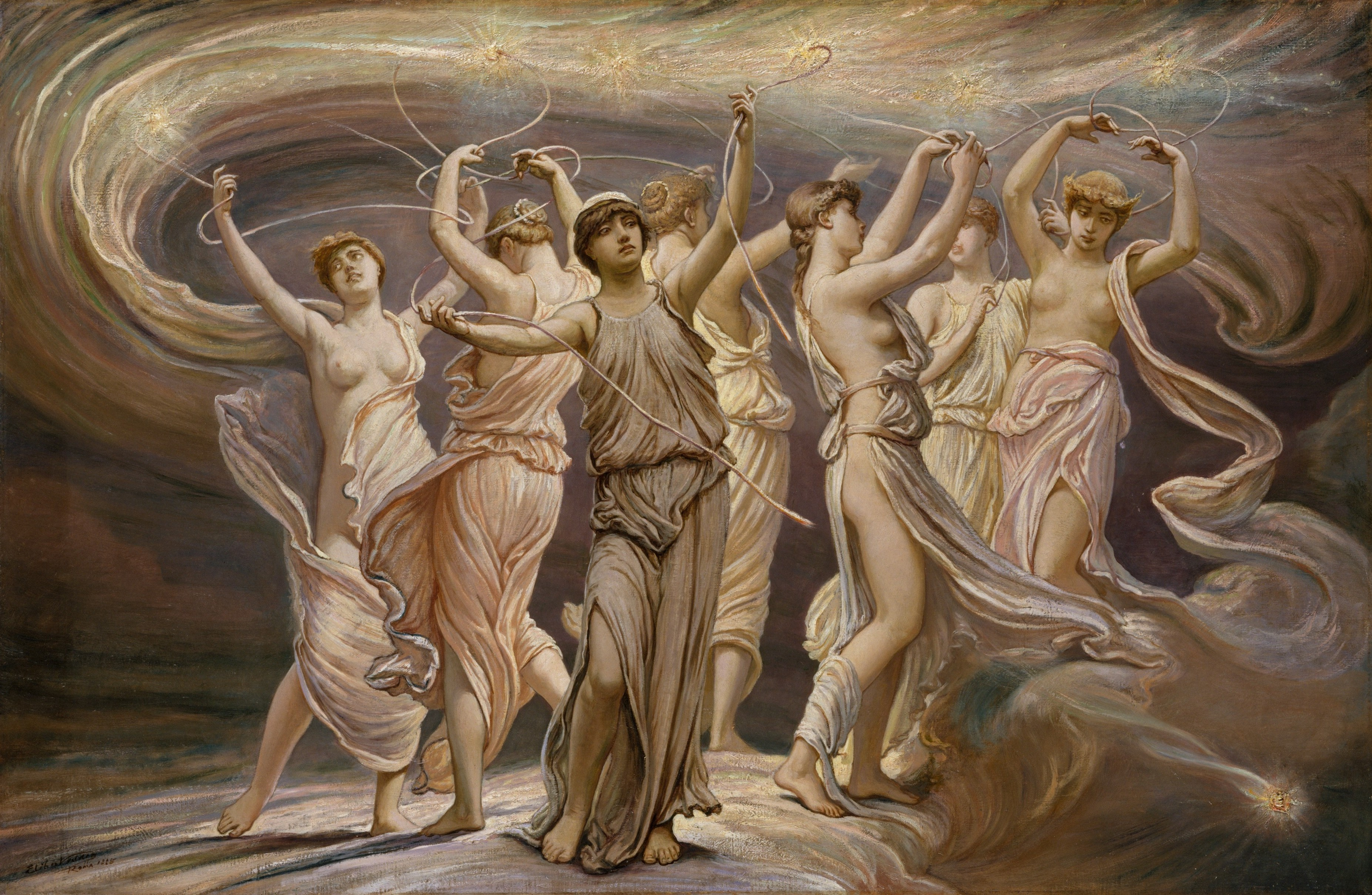
As Plêiades (1885)
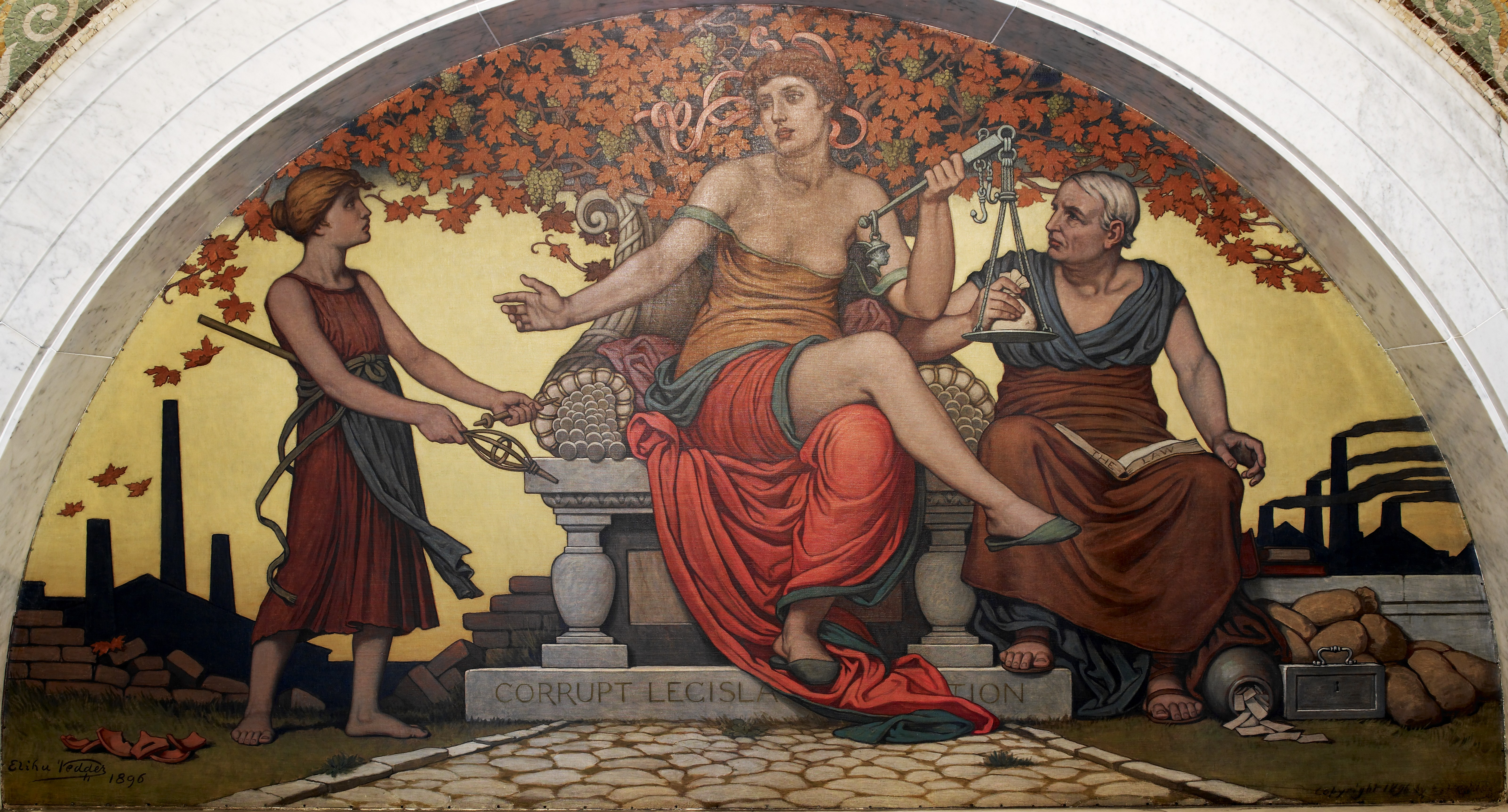
Legislação Corrupta (1896)
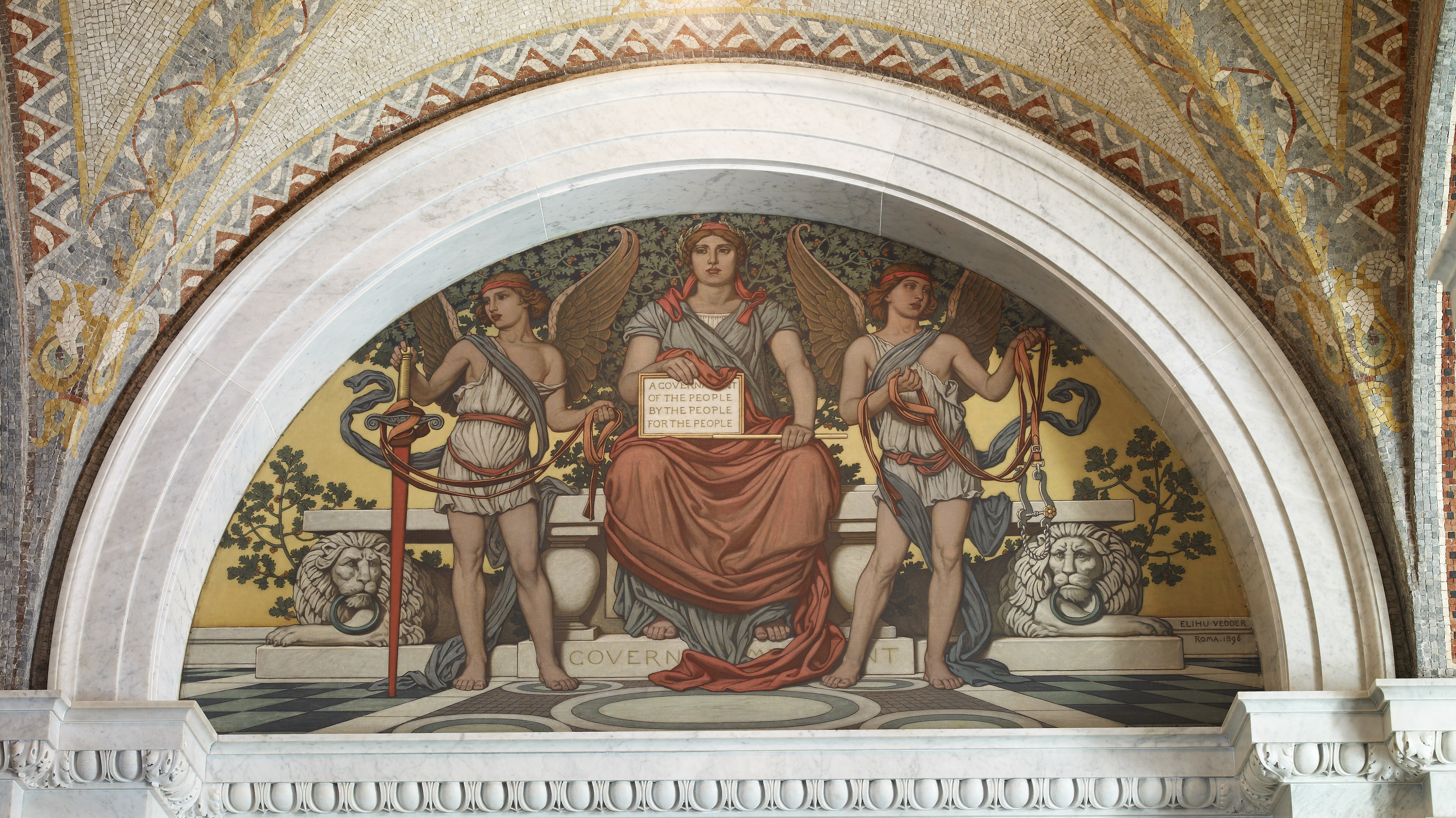
Governo (1896)
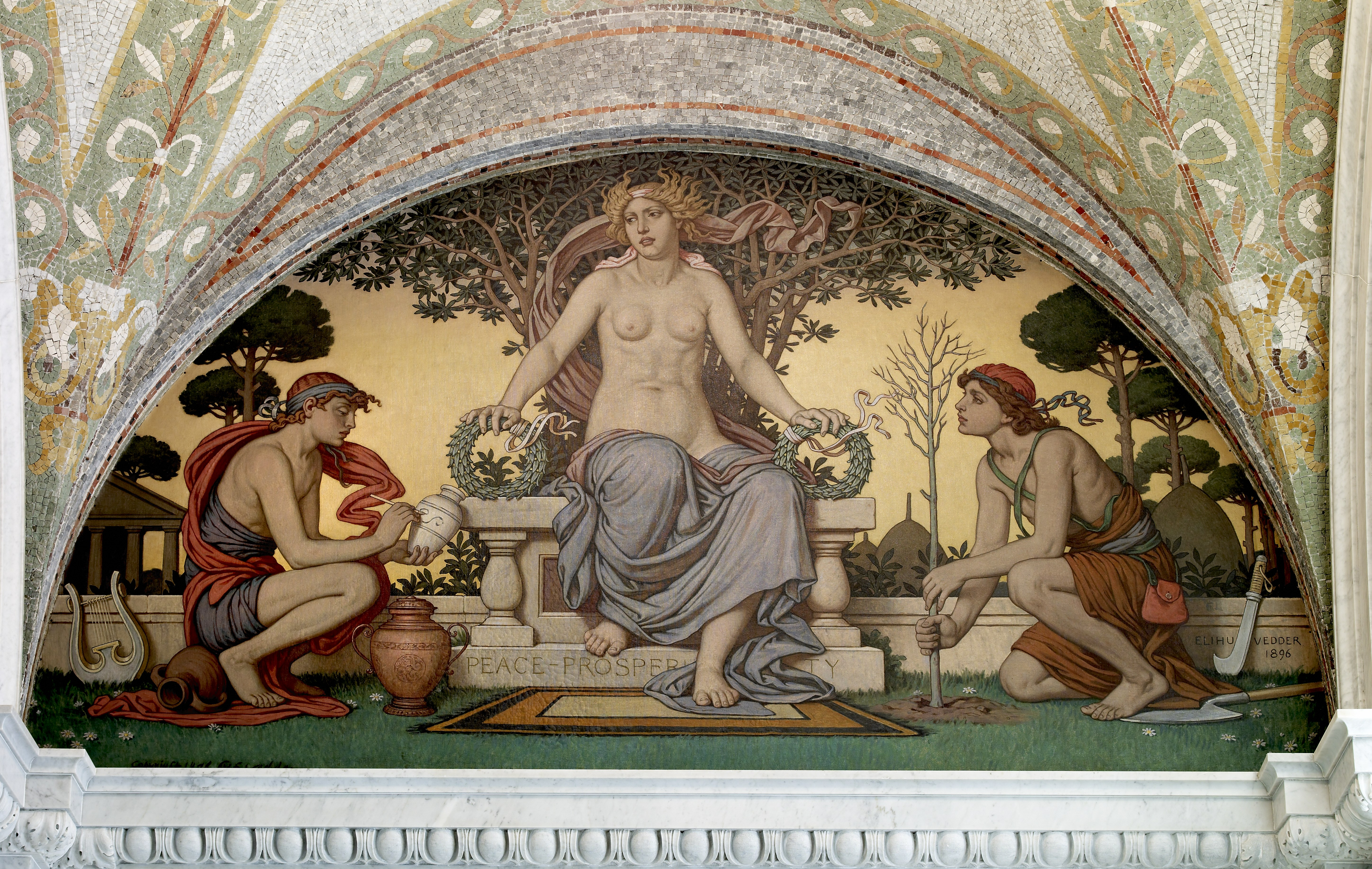
Paz e Prosperidade (1896)
Minerva, 1896 (estudo preparatório)
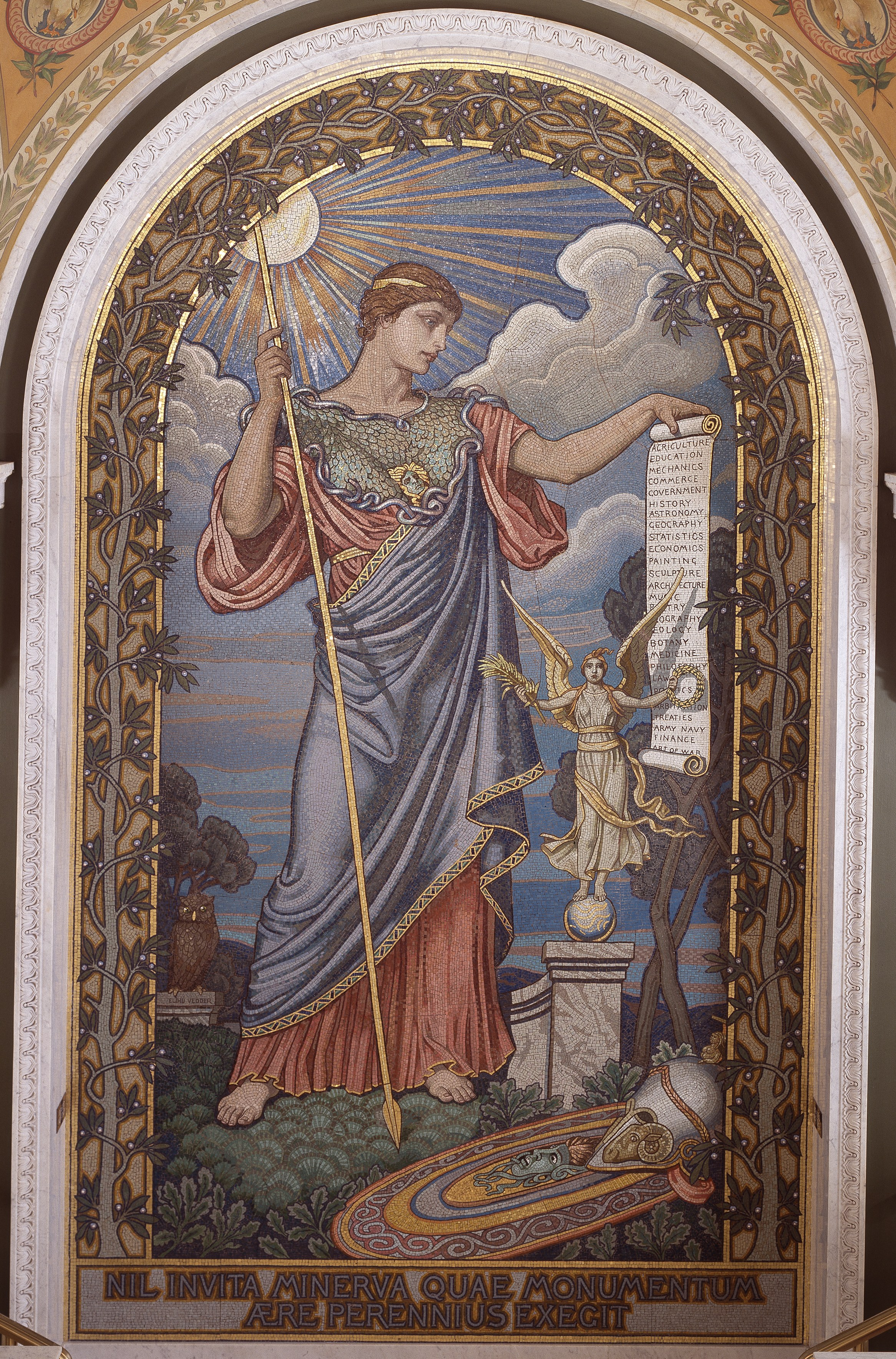
Minerva, 1896 (mosaico na Biblioteca do Congresso

## Leitura complementar
- Soria, Regina. Elihu Vedder: American Visionary Artist in Rome. [S.l.: s.n.] ISBN 0-8386-6906-9
- Taylor, Joshua C. Perceptions and Evocations: The Art of Elihu Vedder. [S.l.: s.n.] ISBN 0-87474-902-6
- Vedder, Elihu. The Digressions of V. [S.l.: s.n.]
- «Reminiscences Of An American Painter I: Art Education Fifty Years Ago». The World's Work: A History of Our Time. XIX
- «Reminiscences Of An American Painter II: Florentine Years In Retrospect». The World's Work: A History of Our Time. XIX
- «Reminiscences Of An American Painter III: New York In War Time». The World's Work: A History of Our Time. XIX
- «Reminiscences Of An American Painter Last Article: Paris and Rome». The World's Work: A History of Our Time. XIX
- Vedder, Elihu. Miscellaneous Moods in Verse: One Hundred and One Poems with Illustrations. [S.l.: s.n.]
- Vedder, Elihu. Doubt and Other Things. [S.l.: s.n.]